# Henri Delaunay
Henri Delaunay (ur. 15 czerwca 1883, zm. 9 listopada 1955) – działacz sportowy, który stworzył podstawy organizacji futbolu francuskiego. Jako sekretarz generalny Federacji Gimnastycznej i Sportowej Pracodawców Francji od 1915 do 1919, kontynuując wraz z Jules’em Rimetem ideę tragicznie zmarłego Charles’a Simona, założył w 1919 Francuską Federację Futbolu (FFF).
Delaunay posiada ogromne zasługi na arenie futbolu międzynarodowego. Jako członek FIFA i sekretarz generalny UEFA przyczynił się do utworzenia rozgrywek o mistrzostwo świata i mistrzostwo Europy w piłce nożnej, a także o klubowy Puchar Europy (dzisiejsza Liga Mistrzów UEFA).
Puchar wręczany najlepszej drużynie narodowej Europy nazywany jest Pucharem Henriego Delaunaya i zaprojektowany został przez syna Henriego – Pierre’a Delaunaya.

## Odznaczenia
Henri Delaunay został mianowany Kawalerem Legii Honorowej na mocy dekretu z 21 października 1927 jako sekretarz generalny federacji piłki nożnej.